# Poczesna (gromada)
Poczesna – dawna gromada, czyli najmniejsza jednostka podziału terytorialnego Polskiej Rzeczypospolitej Ludowej w latach 1954–1972.
Gromady, z gromadzkimi radami narodowymi (GRN) jako organami władzy najniższego stopnia na wsi, funkcjonowały od reformy reorganizującej administrację wiejską przeprowadzonej jesienią 1954 do momentu ich zniesienia z dniem 1 stycznia 1973, tym samym wypierając organizację gminną w latach 1954–1972.
Gromadę Poczesna z siedzibą GRN w Poczesnej utworzono – jako jedną z 8759 gromad na obszarze Polski – w powiecie częstochowskim w woj. stalinogrodzkim, na mocy uchwały nr 17/54 WRN w Stalinogrodzie z dnia 5 października 1954. W skład jednostki weszły obszary dotychczasowych gromad Poczesna Kolonia i Zawodzie, ponadto wieś Bargły z dotychczasowej gromady Bargły oraz wieś Poczesna Poduchowna i kolonia Poczesna-Staw z dotychczasowej gromady Poczesna ze zniesionej gminy Poczesna w tymże powiecie, a także oddziały leśne nr nr 120–127, 152–159, 168–178 i 182–188 z Nadleśnictwa Olsztyn. Dla gromady ustalono 17 członków gromadzkiej rady narodowej.
20 grudnia 1956 województwo stalinogrodzkie przemianowano (z powrotem) na katowickie.
31 grudnia 1959 do gromady Poczesna włączono wieś Mazury wraz z przysiółkami Michałów i Młynek ze zniesionej gromady Nierada w tymże powiecie.
31 grudnia 1961 do gromady Poczesna włączono wieś Zawisna ze zniesionej gromady Wanaty w tymże powiecie.
Gromada przetrwała do końca 1972 roku, czyli do kolejnej reformy gminnej. 1 stycznia 1973 w powiecie częstochowskim reaktywowano gminę Poczesna.